# Mosquete Potsdam
O Mosquete Potsdam foi a primeira arma padrão da infantaria ("Infanteriegewehr") do Exército Real Prussiano do século XVIII até as reformas militares da década de 1840. Quatro modelos foram produzidos: em 1723, 1740, 1809 e 1831, sendo que este último, foi uma conversão do 1809, de pederneira para percussão. As armas européias concorrentes eram o rifle francês Charleville (1717) e o rifle britânico Brown-Bess (1722).

## Histórico
Potsdam, nos arredores de Berlim, tinha sido o local de residência preferido de Frederico, o Grande, da Prússia, bem como a cidade onde o mosquete foi fabricado, daí o nome que se popularizou. Embora o mosquete seja mais formalmente chamado de "mosquete de infantaria prussiana" ou "mosquete padrão prussiano", esses mosquetes mais tarde ficaram conhecidos como "mosquetes Potsdam".
Depois que Frederico foi coroado em 1740, ele encomendou uma nova versão do então conhecido "mosquete prussiano 1723"; para seu exército. O mosquete Potsdam já havia se tornado conhecido por ser o primeiro mosquete padrão de fabricação alemã, e o "Modelo 1740" solidificou ainda mais o Potsdam como peça fundamental no arsenal da Alemanha. Os mosquetes foram amplamente usados pelos prussianos e soldados de vários principados alemães no século XVIII. As tropas hessianas contratadas pelos britânicos, bem como as tropas de outros principados alemães nas treze colônias britânicas revoltantes na América, também usaram os mosquetes contra os rebeldes.

## Projeto
Um mosquete com cano de alma lisa, a arma tinha uma precisão razoável de cerca de 100 yd (91,4 m) contra a infantaria de linha. Mas um mosquete era preferencialmente usado a uma distância muito menor do que quando disparado em massa.
As características gerais dos Mosquetes Potsdam, eram as seguintes (medidas aproximadas):
- Calibre entre ,71 in (18,0 mm)[5] e ,78 in (19,8 mm)[6] - o que era maior do que os cartuchos militares da maioria das outras nações importantes.
- Comprimento total entre 56 in (1 420 mm)[7] e 62 in (1 570 mm)[6]
- Comprimento do cano entre 35 in (889 mm)[8] e 46 in (1 170 mm).[6]
- Peso entre 9,7 lb (4,40 kg)[7] e 10,8 lb (4,90 kg)[6]

A coronha do mosquete Potsdam era geralmente feita de nogueira. As peças que suportam pressões do mosquete Potsdam, como o cano, a placa de bloqueio e o mecanismo de disparo, foram feitas de aço e as lingas giratórias de ferro, enquanto outras peças complementares, como o batente, o guarda-mato e os canos que prendiam a vareta foram feitos de latão.
Fora o fato, dos mosquetes Brown Bess não terem a mira frontal, eles eram virtualmente idênticos aos mosquetes Potsdam até 1809.

## Variantes

### Modelo 1723
O "Mosquete de Infantaria Potsdam Modelo 1723" foi a primaira arma longa "padrão" do Exército Prussiano. Era o rival do mosquete Charleville (1717) da França e do mosquete Brown Bess (1722) da Grã-Bretanha. Eles foram fabricados no calibre .73 - para permitir o uso de balas militares britânicas. Ele usava espigas na parte de baixo do cano e pinos transpassantes para prendê-lo à coronha e quatro pequenos tubos que seguravam uma vareta de aço com ponta em forma de pera. Tal como acontece com os mosquetes militares suecos, que também usavam esse sistema de fixação (até o padrão 1778), o mosquete Potsdam tinha miras frontais feitas de latão, tornando a localização ideal do encaixe da baioneta sob o cano, onde uma baioneta de 18,5 in (470 mm) seção transversal triangular poderia ser ajustada - seu diâmetro interno era de ,854 in (21,7 mm). Além disso, a mira dianteira da arma poderia ser usada com uma mira traseira tosca na forma de um entalhe arredondado oblongo na base do cano.
A designação oficial do Mosquete Potsdam 1723 era "Infanteriegewehr Modell 1723 für die Garde" (algo como: "Arma de infantaria Modelo 1723 para a Guarda"), fabricado pela "Splitgerber e Daum" em Potsdam e Spandau, tinha as seguintes características:
- Peso: 10,8 lb (4,90 kg)
- Comprimento total: 62 in (1 570 mm)
- Comprimento do cano: 46 in (1 170 mm)
- Calibre: ,78 in (19,8 mm)

### Modelo 1740
O "Mosquete de Infantaria Potsdam Modelo 1740", derivado do modelo anterior de 1723, foi produzido de 1740 a 1760 e usou as mesmas peças padronizadas. Os suportes eram de latão e o cano foi encurtado em 11 cm (4,33 in). Foi fornecido aos estados aliados alemães durante - e após a Guerra dos Sete Anos, e também foi fabricado em Herzberg, Wesel, Schmalkalden e Suhl.
A designação oficial do Mosquete Potsdam 1740 era "Infanteriegewehr Modell 1740" (algo como: "Arma de infantaria Modelo 1740"), fabricado pela "Splitgerber e Daum" em Potsdam e Spandau (originalmente), tinha as seguintes características:
- Peso: 8,55 lb (3,88 kg)
- Comprimento total: 56 in (1 420 mm)
- Comprimento do cano: 40 in (1 020 mm)
- Calibre: ,77 in (19,6 mm)

Embora o M1723 / M1740 eventualmente tenha dado lugar ao "Mosquete de Infantaria Potsdam Modelo 1809", ele ainda estava em uso por soldados prussianos na Batalha de Waterloo em 1815 e além.

### Modelo 1809
O "Mosquete de Infantaria Potsdam Modelo 1809", como seu antecessor, foi fabricado no Arsenal Potsdam durante as Guerras Napoleônicas. Ele passou a usar cintas aço para prender o cano na coronha, em vez latão para reduzir custos e foi extensivamente baseado do projeto do mosquete francês Charleville Modèle 1777. O cão tinha um recorte decorativo em forma de coração e a caçoleta de aço tinha um escudo protetor lateral para manter a pólvora seca em tempo úmido. Os pinos de fixação foram abandonados em favor de três cintas para fixar o cano à coronha. De forma inovadora, as miras dianteiras foram fundidas na cinta de fixação frontal, em vez de na extremidade do cano.
A designação oficial do Mosquete Potsdam 1809 era "Infanterie-Steinschlossgewehr 1809" (algo como: "Arma de pederneira de infantaria Modelo 1809"), fabricado pela "Splitgerber e Daum" em Potsdam e Spandau (originalmente), tinha as seguintes características:
- Peso: 9,04 lb (4,10 kg)
- Comprimento total: 56,38 in (1 430 mm)
- Comprimento do cano: 41,18 in (1 050 mm)
- Calibre: ,71 in (18,0 mm)[5]

Os canos do Mosquete Potsdam 1809 foram fabricados separadamente em Spandau, e foram trazidos para Potsdam para acabamento e montagem final.
Na Batalha de Waterloo, o "Potsdam padrão de 1809" foi o mosquete mais difundido em uso pelas tropas de Blücher. Devido ao seu grande diâmetro, ele poderia disparar os cartuchos de soldados britânicos e franceses caídos, embora as balas francesas menores chacoalhem o cano e reduzem a precisão e o poder de parada.
A baioneta de soquete do Potsdam 1809 foi modelada segundo a baioneta do mosquete francês Charleville. Como a maioria das outras baionetas do início do século XIX, tinha uma lâmina triangular de 19,25 in (489 mm). No entanto, faltava o encaixe normalmente usado para prender a baioneta sobre a mira dianteira do cano do mosquete.

O "Mosquete Russo Modelo 1809" foi fortemente baseado no design do Potsdam 1809. Este mosquete é frequentemente chamado de "mosquete Tula", já que a maioria foi fabricado em Tula e trazia seu nome em seus mecanismos de ação. O "mosquete Tula" foi fabricado com apenas pequenas alterações até 1845, quando foi substituído por um mosquete de percussão.
O mosquete "Tula 1808" anterior, foi baseado diretamente no "Charleville Modèle 1777" já o "Tula 1809" era uma versão reforçada e um pouco maior do Potsdam 1809, produzido a partir de 1810, com as seguintes características:
- Peso: 9,34 lb (4,24 kg)
- Comprimento total: 59,6 in (1 510 mm)
- Comprimento do cano: 44,7 in (1 140 mm)
- Calibre: ,77 in (19,6 mm)

### Modelo 1831
O "Mosquete de Infantaria Potsdam Modelo 1831", foi uma conversão para percussão do Potsdam 1809 fabricada entre 1831 e 1839. Estes foram fabricados não apenas em Potsdam, mas também em Danzig. O Potsdam 1831 foi substituído pelo Fuzil Dreyse (arma de ignição por agulha) em 1841, e a maioria dos carregadores de cano antigos foram vendidos aos americanos para uso em sua guerra civil. Estes foram emitidos para o exército da União até 1864.
A designação oficial do Mosquete Potsdam 1831 era "Infanteriegewehr Modell 1831" (algo como: "Arma de infantaria Modelo 1831"), fabricado pela "Splitgerber e Daum" em Potsdam e Danzig, tinha as seguintes características:
- Peso: 9,94 lb (4,51 kg)
- Comprimento total: 56,88 in (1 440 mm)
- Comprimento do cano: 39,96 in (1 010 mm)
- Calibre: ,71 in (18,0 mm)[5]

A característica mais influenciada pela mudança no sistema de ignição em relação ao Potsdam 1809 foi o peso.

## Galeria

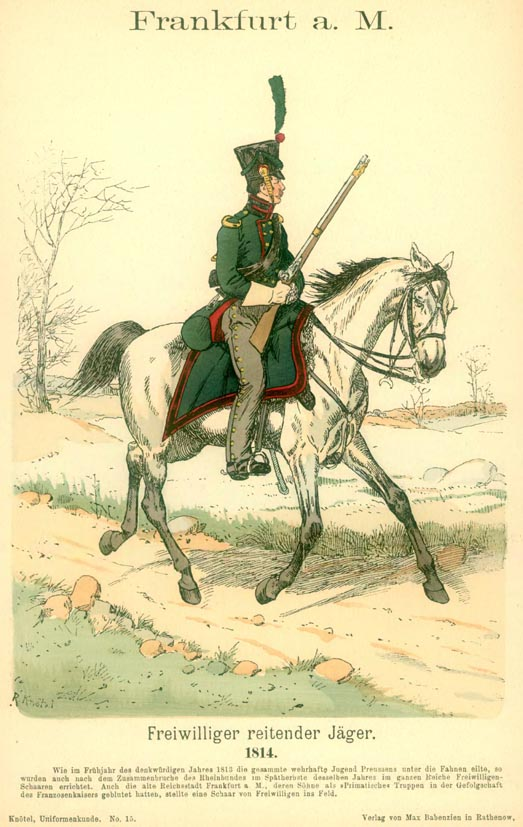
Variante carabina do Mosquete Potsdam 1809 emitido para os dragões de Hesse em 1814.
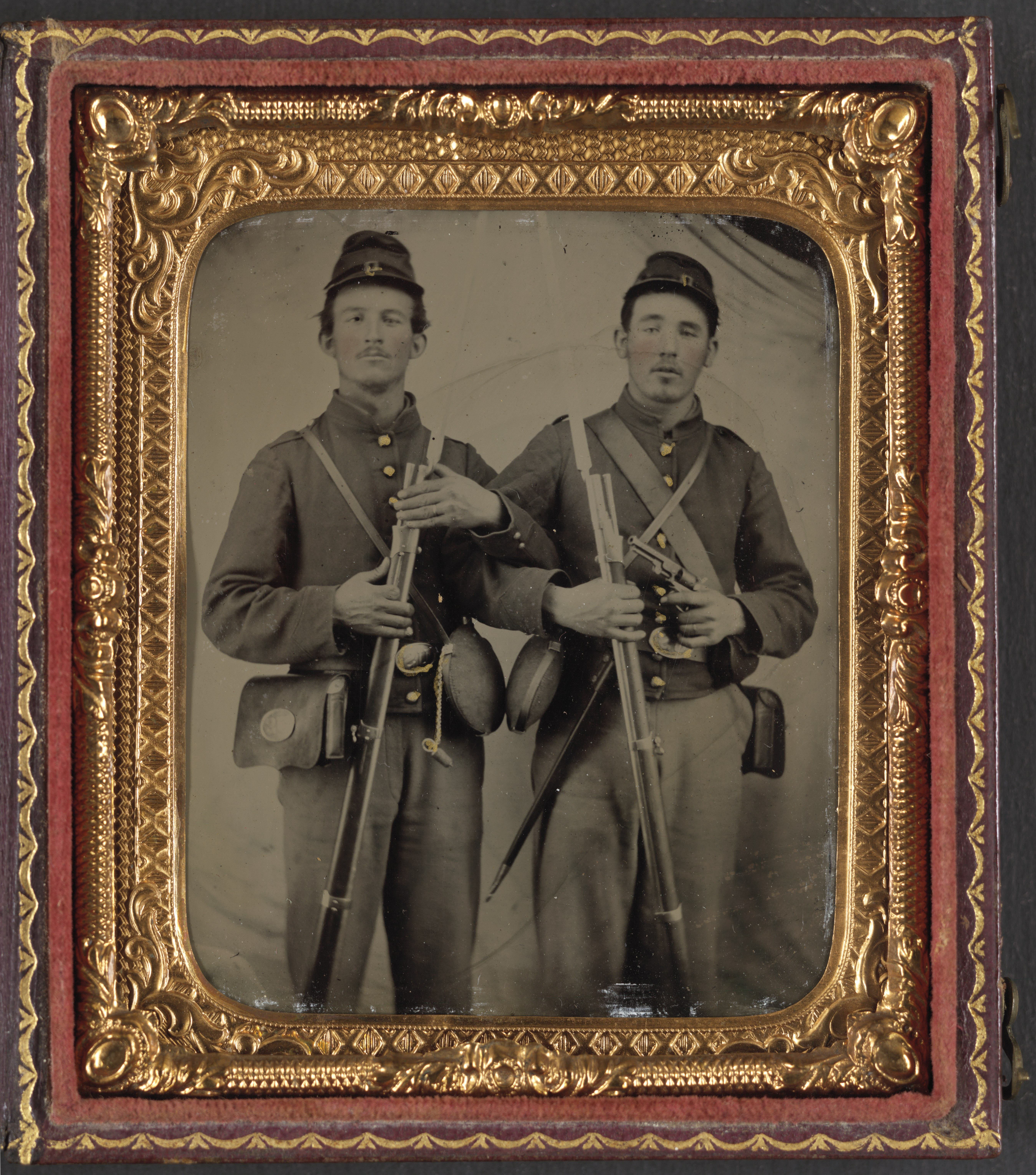
Soldados do Exército da União armadas com mosquetes Mosquetes Potsdam 1809.
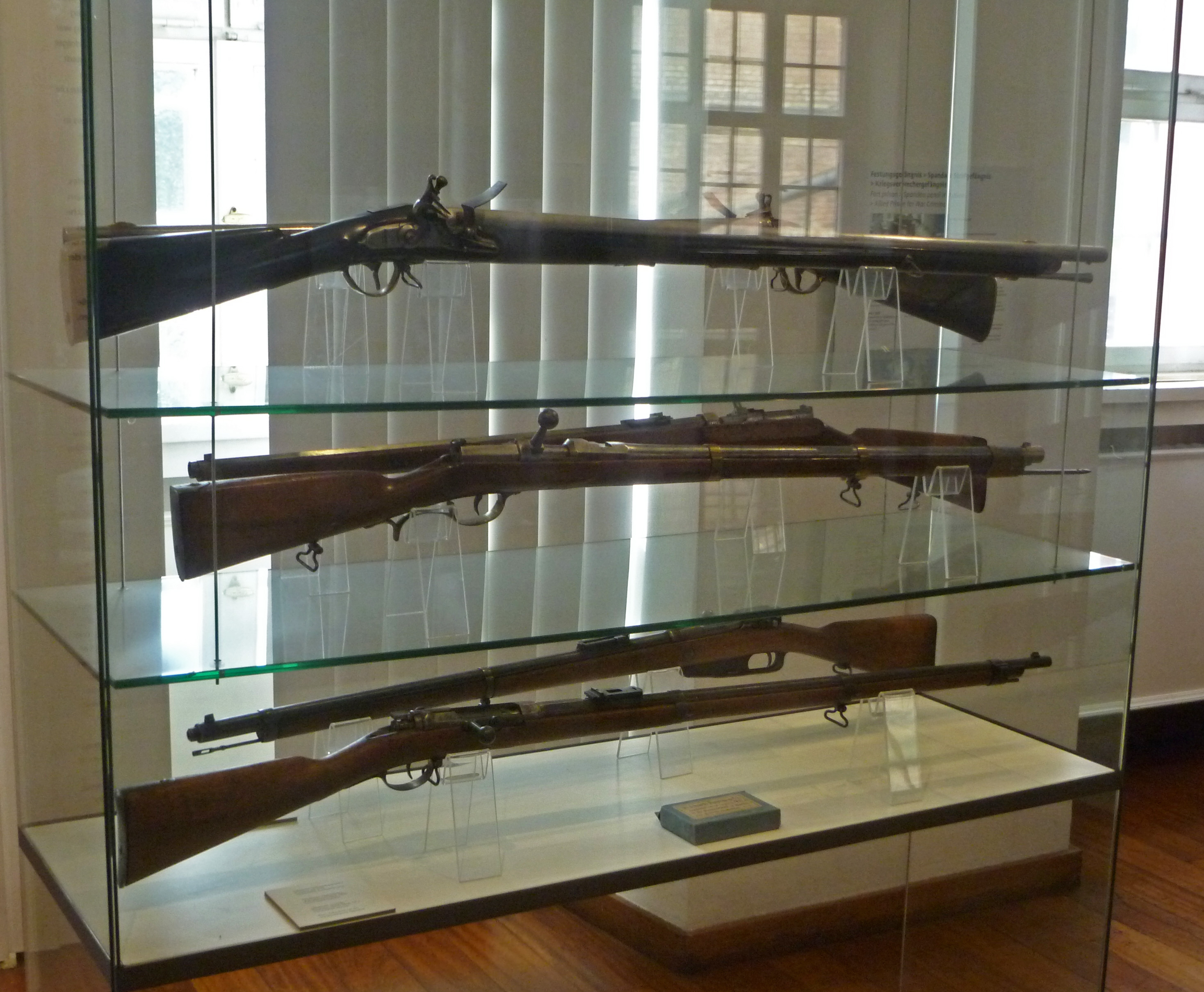
Mosquete Potsdam 1740 (topo), arma de agulha e rifle Mauser da era da Guerra Franco-Prussiana feito no Arsenal Real de Spandau.

## Guerras
Esses foram os conflitos nos quais o Mosquete Potsdam foi utilizado:
- Guerra de Sucessão da Polônia
- Primera Guerra da Silésia
- Guerra de Sucessão Austríaca
- Segunda Guerra da Silésia
- Terceira Guerra da Silésia
- Primeira Partilha da Polônia
- Guerra de Independência dos EUA
- Guerra da Sucessão Bávara
- Guerras Revolucionárias Francesas
- Guerra da Primeira Coligação
- Guerra da Quarta Coligação
- Guerra da Sexta Coligação
- Guerra da Sétima Coligação
- Guerra Civil Americana